# 페드로 파스칼
페드로 파스칼(스페인어: Pedro Pascal, 1975년 4월 2일 ~ )은 칠레계 미국인 배우이다. HBO 방송사의 《왕좌의 게임》의 네 번째 시즌에서의 오베린 마르텔과 넷플릭스의 드라마 《나르코스》에서의 하비에르 페냐 역으로 잘 알려져있다.

## 어린 시절
파스칼은 칠레 산티아고에서 태어났다. 파스칼의 부모는 살바도르 아옌데 지지자였기에, 그들은 파스칼이 태어날 무렵 칠레에서 벌어진 아우구스토 피노체트의 군사 독재에 반대 운동에 참여했다. 이로 인해 그가 태어나자마자 그의 가족은 덴마크로의 정치 망명을 부여받았다. 그는 캘리포니아 주의 오렌지군과 텍사스주의 샌안토니오에서 자랐다. 파스칼은 이 어린 시절에 수영을 했으며, 11살때는 텍사스주 챔피언십에 참가하기도 했으나, 연극 수업을 들은 후 바로 수영을 관뒀다. 그는 뉴욕 대학교의 티시 예술대학과 오렌지군 예술 대학교에서 연기 수업을 들었고 20년 넘게 뉴욕에서 살고 있다. 페드로의 여동생 룩스 파스칼 (Lux Pascal) 역시도 칠레에서 배우를 하고 있다.

## 출연작 목록

### 영화
| 연도 | 제목                         | 원제                                    | 배역                          | 비고       |
| ---- | ---------------------------- | --------------------------------------- | ----------------------------- | ---------- |
| 2001 | 거미                         | Earth vs. the Spider                    | 고스족 남자                   |            |
| 2005 | 자매들                       | Hermanas                                | 스티브                        |            |
| 2008 | 아이 엠 댓 걸                | I Am That Girl                          | 노아                          |            |
| 2014 | 컨트롤러                     | The Adjustment Bureau                   | 폴 데산티노                   |            |
| 2014 | 사소하고 달콤한 거짓말       | Sweet Little Lies                       | 파울리노                      |            |
| 2015 | 블러드서킹 바스터즈          | Bloodsucking Bastards                   | 맥스                          |            |
| 2015 | 스위츠                       | Sweets                                  | 트윈 피터                     |            |
| 2016 | 그레이트 월                  | The Great Wall                          | 페로 토바르                   |            |
| 2017 | 킹스맨: 골든 서클            | Kingsman: The Golden Circle             | 잭 다니엘스 / 위스키          |            |
| 2018 | 프로스펙트                   | Prospect                                | 에즈라                        |            |
| 2018 | 더 이퀄라이저 2              | The Equalizer 2                         | 데이브 요크                   |            |
| 2018 | 빌 스트리트가 말할 수 있다면 | If Beale Street Could Talk              | 피에트로 알바레스             |            |
| 2019 | 트리플 프런티어              | Triple Frontier                         | 프란시스코 모랄레스           |            |
| 2020 | 원더우먼 1984                | Wonder Woman 1984                       | 맥스웰 로드                   |            |
| 2020 | 오늘부터 히어로              | We Can Be Heroes                        | 마커스 모레노                 |            |
| 2022 | 미친 능력                    | The Unbearable Weight of Massive Talent | 하비 구티에레스               |            |
| 2022 | 더 버블                      | The Bubble                              | 디터 브라보                   |            |
| 2023 | 스트레인지 웨이 오브 라이프  | Strange Way of Life                     | 실바                          |            |
| 2024 | 드라이브어웨이 돌스          | Drive-Away Dolls                        | 산토스                        |            |
| 2024 | 초대받지 않은 자             | The Uninvited                           | 루시언 플로레스               |            |
| 2024 | 와일드 로봇                  | The Wild Robot                          | 핑크                          | 애니메이션 |
| 2024 | 글래디에이터 2               | Gladiator 2                             | 마르쿠스 아카키우스           |            |
| 2025 | 에딩턴                       | Eddington                               | 테드 가르시아                 |            |
| 2025 | 머티리얼리스트               | Materialists                            | 해리 카스티요                 |            |
| 2025 | 판타스틱 4: 새로운 출발      | The Fantastic Four: First Steps         | 리드 리처즈 / 미스터 판타스틱 |            |
| 2026 | 어벤져스: 둠스데이           | Avengers: Doomsday                      | 리드 리처즈 / 미스터 판타스틱 |            |
| 2026 | 만달로리안 & 그로구          | The Mandalorian & Grogu                 | 만달로리안                    |            |

### 텔레비전 드라마
| 연도      | 제목                 | 원제                              | 배역                       | 비고                                       |
| --------- | -------------------- | --------------------------------- | -------------------------- | ------------------------------------------ |
| 1999      | 선 대 악             | Good vs. Evil                     | 그레고어 뉴                | "Gee Your Hair Smells Evil" 에피소드       |
| 1999      | 언드레스트           | Undressed                         | 그레그                     | 3회분                                      |
| 1999      | 뱀파이어 해결사 버피 | Buffy the Vampire Slayer          | 에디                       | "The Freshman" 에피소드                    |
| 2000      | 천사의 손길          | Touched by an Angel               | 리키                       | "Stealing Hope" 에피소드                   |
| 2001      | NYPD 블루            | NYPD Blue                         | 셰인 "디오" 모리시         | "Oh Golly Goth" 에피소드                   |
| 2006      | 뉴욕 특수수사대      | Law & Order: Criminal Intent      | 레지 러크먼                | "Weeping Willow" 에피소드                  |
| 2006      | 위드아웃 어 트레이스 | Without a Trace                   | 카일 윌슨                  | "Candy" 에피소드                           |
| 2008      | 로앤오더             | Law & Order                       | 티토 카바사                | "Tango" 에피소드                           |
| 2009      | 뉴욕 특수수사대      | Law & Order: Criminal Intent      | 킵 그린                    | "The Glory That Was..." 에피소드           |
| 2009-11   | 굿 와이프            | The Good Wife                     | 네이선 랜드리              | 6회분                                      |
| 2010      | 간호사 재키          | Nurse Jackie                      | 스티브                     | "Twitter" 에피소드                         |
| 2011      | 라이트 아웃          | Lights Out                        | 오마 어새리언              | 4회분                                      |
| 2011      | 브라더스 & 시스터스  | Brothers & Sisters                | 잭 웰리슨                  | 2회분                                      |
| 2011      | 성범죄수사대: SVU    | Law & Order: Special Victims Unit | 그리어 요원                | "Smoked" 에피소드                          |
| 2011      | 미녀 삼총사          | Charlie's Angels                  | 프레더릭 머서              | "Angels in Paradise" 에피소드              |
| 2011      | 원더우먼             | Wonder Woman                      | 에드 인델리카토            | 파일럿 에피소드                            |
| 2012      | 바디 오브 프루프     | Body of Proof                     | 잭 고프먼                  | "Falling for You" 에피소드                 |
| 2012      | CSI 과학수사대       | CSI: Crime Scene Investigation    | 카일 하틀리                | "Malice in Wonderland" 에피소드            |
| 2013      | 니키타               | Nikita                            | 리엄                       | "Aftermath" 에피소드                       |
| 2013      | 레드 위도우          | Red Widow                         | 제이 카스티요              | 4회분                                      |
| 2013      | 홈랜드               | Homeland                          | 데이비드 포르티요          | "Tin Man Is Down" 에피소드                 |
| 2013      | 여섯 번째 총         | The Sixth Gun                     | 오르테가 요원              | 파일럿 에피소드                            |
| 2013-14   | 그레이스랜드         | Graceland                         | 후안 바디요                | 10회분                                     |
| 2014      | 멘탈리스트           | The Mentalist                     | 마커스 파이크              | 7회분                                      |
| 2014      | 노출                 | Exposed                           | 오스카르 카스트로 바르가스 | 파일럿 에피소드                            |
| 2014      | 왕좌의 게임          | Game of Thrones                   | 오베린 마텔                | 7회분                                      |
| 2015-17   | 나르코스             | Narcos                            | 하비에르 페냐              | 주연                                       |
| 2019-현재 | 만달로리안           | The Mandalorian                   | 만달로리안 / 딘 자렌       | 주연                                       |
| 2020      | 프린세스 브라이드    | Home Movie: The Princess Bride    | 이니고 몬토야              | "Chapter Two: The Shrieking Eels" 에피소드 |
| 2022      | 북 오브 보바 펫      | The Mandalorian                   | 만달로리안 / 딘 자린       | 3회분                                      |
| 2023-현재 | 더 라스트 오브 어스  | The Last of Us                    | 조엘 밀러                  | 주연                                       |
| 2023      | 하우스브로큰         | HouseBroken                       | 클로드                     | 애니메이션; "Who’s a Homeowner?" 에피소드  |